# Барнет (футбольный клуб)
Футбольный клуб «Ба́рнет» (англ. Barnet Football Club; английское произношение: [ˈbɑːrnɪt]) — английский профессиональный футбольный клуб из одноименного боро на севере Большого Лондона.
Одержав победу в сезоне 2024/25 в турнире Национальной лиги, пятом по значимости дивизионе в системе футбольных лиг Англии, клуб вернулся в Английскую футбольную лигу. Выступает в Лиге 2, четвёртом по значимости дивизионе в системе футбольных лиг Англии

## История
«Барнет» был основан в 1888 году, и был сначала известен как New Barnet (1885—1888) и Woodville FC (1882—1885).
Известный под прозвищем «Горцы» («The Hillmen»), Barnet FC был основан бывшими учёными Cowley College и Lyonsdown Collegiate School и проводил свои домашние матчи в Новом Барнете до переезда на Куинз Роуд (Queens Road) в Парке Рэйвенскрофт (Ravenscroft Park) в 1889 году. Barnet FC был одной из команд вступившей в новую Лигу Северного Лондона в сезоне 1892/93.
Barnet FC имел большой успех в Лиге Северного Миддлсэкса, а также участвовал в Middlesex Junior Cup, Senior Cup и London Junior Cup. В этих турнирах он сталкивался с Tottenham Hotspur разгромив их однажды со счётом 5-0. Thames Ironworks, команда докеров, впоследствии получившая название West Ham United, также были их постоянными соперниками. Barnet FC также как и в этих играх, соперничал в местных противостояниях с Hendon Rovers, Finchley и Barnet Avenue.
Затем Barnet FC переместился во 2-й дивизион Лондонской лиги, став там чемпионом в сезоне 1897/98, до прекращения своего существования в сезоне 1901/02.
Но на этом история Barnet FC не закончилась. В 1890 году другой футбольный клуб из Барнета под названием Avenue FC хорошо продвигался по лигам графства Миддлсэкс и в сезоне 1904/1905 они официально переименовались в Barnet FC. Avenue FC и оригинальный Barnet FC стали в своё время сильными конкурентами и постоянно играли матчи между собой перед многочисленной и шумной толпой болельщиков.
Новообразованный Barnet FC должен был присоединиться к Любительской Футбольной Лиге в сезоне 1907/08 выиграв Лигу Чизвика (Chiswick League) играя на Hadley Green, прежде чем принимать домашние матчи на старой арене Barnet FC на Queens Road. В сезоне 1910/11 Barnet FC вернулся в Футбольную Ассоциацию, а в 1912 году объединился с другой местной командой под названием Barnet Alston.
Alston Works AFC, ещё один футбольный клуб из Барнета, был основан перед расформированием оригинального Barnet FC в сезоне 1901/02. Это было команда рабочих стоматологической мануфактуры Alston Works в Чиппниг Барнете и имела также прозвища «Зубные» («The Dentals») или «The Amber & Blacks». В сезоне 1904/05 они повысились в классе и переименовались в Barnet Alston FC.
Первоначально Barnet Alston FC играл на Ферме Андерхилл (Underhill Farm) недалеко от Тоттеридж Лэйн до переезда на нынешнее место в Андерхилле в сентябре 1907 года. В 1912 году они объединились с Avenue FC (который был переименован в Barnet FC) создав таким образом новый футбольный клуб под названием Barnet & Alston FC и став членами Афинской лиги (Athenian League). После Первой мировой войны, клуб был переименован обратно в Barnet FC и носит это название до сих пор.

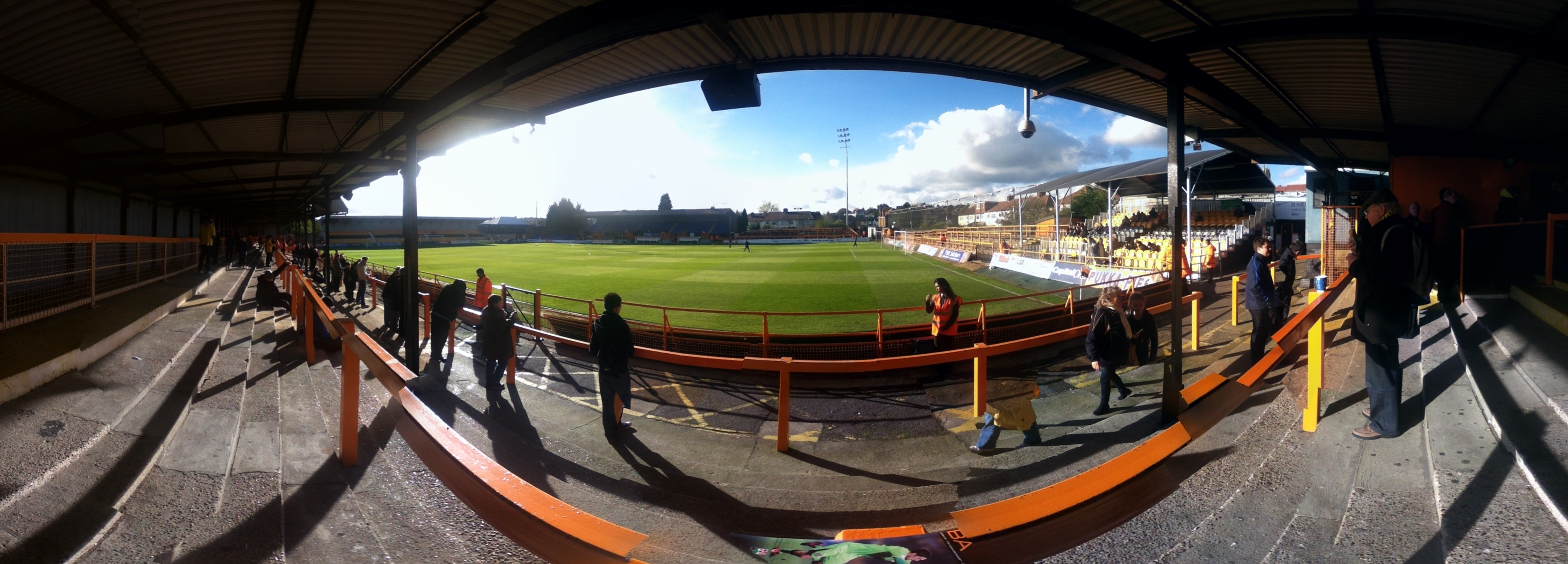
Underhill

## Достижения
- Национальная Конференция
  - Победитель (3): 1990/91, 2004/05, 2014/15
- Трофей ФА
  - Финалист: 1971/72
- Кубок Конференции
  - Победитель: 1989
  - Финалист: 1984, 1986